# Sarnaghbyur
Sarnaghbyur (in armeno Սառնաղբյուր?) è un comune di 2 760 abitanti (2008) della provincia di Shirak in Armenia.